# Йемгум
Йемгум (нем. Jemgum) — община в Германии, в земле Нижняя Саксония.
Входит в состав района Лер. Население составляет 3643 человека (на 31 декабря 2010 года). Занимает площадь 78,48 км².
Вблизи Йемгума осенью 2013 года было введено в эксплуатацию одно из крупнейших в Германии подземных газовых хранилищ.
| Год  | Население |
| ---- | --------- |
| 1990 | 3882      |
| 1995 | 3779      |
| 2000 | 3809      |
| 2005 | 3740      |
| 2010 | 3622      |

## Известные уроженцы
- Альборн, Луиза (1834—1921) — немецкая писательница.